# Phrynobatrachus keniensis
Espèce
Statut de conservation UICN

 LC  : Préoccupation mineure
Phrynobatrachus keniensis est une espèce d'amphibiens de la famille des Phrynobatrachidae.

## Répartition
Cette espèce se rencontre au Kenya et en Tanzanie. Son aire de répartition les régions montagneuses du Kenya et, apparemment, qu'une seule population isolée sur le mont Méru en Tanzanie. C'est une espèce de montagne présente jusqu'à 3 000 m d'altitude,.

## Étymologie
Son nom d'espèce, composé de keni[a] et du suffixe latin -ensis, « qui vit dans, qui habite », lui a été donné en référence au lieu de sa découverte, un marais sur le versant Nord du mont Kenya.

## Publication originale
- Barbour & Loveridge, 1928 : New frogs of the genus Phrynobatrachus from the Congo and Kenya Colony. Proceedings of the New England Zoölogical Club, vol. 10, p. 87-90.